# Johannes Ries
Pour les articles homonymes, voir Ries.
Johannes Ries (né le 9 juillet 1887 à Elversberg, mort le 3 janvier 1945 au camp de concentration de Dachau) est un prêtre allemand et résistant au nazisme.

## Biographie
Johannes Ries va de 1902 à 1906 au Gymnasium de Saint-Ingbert et de 1906 à 1909 au Gymnasium de Spire, où il obtient l'abitur. De 1909 à 1914, il étudie la théologie et la philosophie au séminaire de Trèves (de). En 1914, il est ordonné prêtre et devient aumônier à Uchtelfangen, Waldbreitbach et Losheim am See.
En 1923, il est nommé à la tête d'une paroisse à Arzfeld. Il entre en conflit avec la section locale du NSDAP à partir de 1933, refusant d'assister à une cérémonie nationale. En retour, il lui est interdit de faire des fêtes paroissiales. De même, il refuse le drapeau nazi à l'enterrement d'un Gauleiter. Au total, entre 1936 et 1938, 14 plaintes sont déposées contre Ries pour infraction à la loi sur la trahison (de). Le 25 mars 1937, le président du district (de) l'avertit officiellement.
En 1937, lorsque Ries refuse de dissoudre le centre de jeunesse de sa communauté, les nazis tentent de le présenter comme un pédophile. Il est accusé de s'en être pris à trois écolières. Cependant, personne ne croit à cette accusation.
En 1942, un prisonnier de guerre français demande à Ries un office dans une chapelle. Il est accusé de favoriser l'ennemi. Au cours d'une perquisition, on trouve  des lettres qui exprimaient des doutes quant à la victoire finale et qu'il avait adressées à des soldats au front. Il est d'abord placé en détention à Trèves, puis emprisonné dans le camp de concentration de Dachau, où il meurt le 3 janvier 1945.
L'Église catholique allemande a inscrit Johannes Ries dans son martyrologe du XXe siècle.